# GFS2
GFS2 je žurnálovací clusterový souborový systém pro počítačové clustery běžící na Linuxu. Na rozdíl od distribuovaných souborých systémů (což je například AFS, Coda, InterMezzo a GlusterFS) umožňuje všem uzlům současný přímý přístup ke sdílenému bloku. 
Primárním vývojářem je společnost Red Hat a GFS2 je zveřejněn pod licencí GNU GPL, jedná se tedy o svobodný software.
V linuxovém jádře je podpora GFS2 od verze 2.6.19, která vyšla v listopadu 2006. Jeho předchůdce, GFS, vyšel ovšem už roce 1996, původně pro operační systém IRIX, a vývoj začal už v roce 1995 na Minnesotské univerzitě.
Cílovým hardwarem jsou datové sítě typu SAN realizované například pomocí iSCSI, FC nebo AoE.